# 丁同三
丁同三（1926年2月13日—2005年6月14日），江蘇宜興人，臺灣登山家、臺灣岳界四大天王之一。

## 生平
丁同三在十三、四歲便開始登山，在十七歲登過黃山，國共戰爭末期被捉伕到臺灣，之後在高雄高工擔任體育教師直到屆齡退休。
丁同三在擔任教師時間，會利用寒暑假登山，1963年起開始登臺灣的大山。丁同三身高達一百八十多公分，身子高瘦，又敏捷。因他耐力好、能背大桶的開水上山，又敢爬懸崖峭壁，被登山界取了「老山羊」的綽號。身為天主教徒的他，還習慣在高山頂留下小型的十字架，以求上帝保佑登山者。
1964年9月起，丁同三開始邢天正結伴同行登山。當年，他們首度攀爬關山後，丁同三就積極在八年內登完臺灣百岳。丁同三回憶當時薪水也不過新台幣兩三百元，早期臺灣登山的裝備都是高價的進口品，要準備的食物、雇請原住民費用也頗花錢，且登山所需的一張彩色照片便要二十元，他卻把收入都花在這些上。1967年8月，中國青年登山協會為慶祝邢天正完成玉山等有高峰登頂，邀請林文安、蔡景璋、邢天正、丁同三四人結伴攀登戰後時期尚無人登頂的西合歡山，便有了「臺灣岳界四大天王」名號。
1978年4月，丁同三參與救援在玉山發生山難的台灣植物保護中心員工梁儷靜時，在信義鄉東埔認識了正在作寫生畫的山東籍女子王木蘭。之後，丁同三與王木蘭交往，進而於次年1月22日結婚，蜜月還去雪山東峰。當年丁同三已五十三歲，又將空暇都安排登山，結婚消息讓臺灣登山界感到驚奇，邢天正、簡進清、阮榮助、陳遠建、吳澄寬、林水波、韓漪等山友都前往補請的婚宴祝賀。
丁同三在山友呂漢魂眼中熱於在登山時助人，1980年到1991年擔任台灣百岳俱樂部第三任部長，高雄市登山協會就在他奔走下成立，也會主持登山安全講座，帶救國團去登山。至七十歲他又要登玉山頂時，回憶五十多年來，最喜歡是南湖大山與大霸尖山，因為山多變化大，每此去感受都不同。
丁同三是臺灣岳界四大天王最後在世者，暮年中風入院，於2005年6月14日病逝於高雄榮民總醫院。因家屬低調處理，由山友林古松告知山友同好自行前往高雄市楠梓區後勁聖若瑟教堂參加追思彌撒。